# 360 v.Chr.
Het jaar 360 v.Chr. is een jaartal volgens de christelijke jaartelling. 

## Gebeurtenissen

### Egypte
- Farao Teos begint een offensief in Palestina, maar wordt tijdens zijn verblijf in het buitenland door Agesilaüs II van Sparta afgezet.
- Koning Nectanebo II (360 - 343 v.Chr.) de derde farao van de 30e dynastie van Egypte.
- Teos vlucht naar Susa (huidige Iran), Nectanebo II betaalt de Spartanen 230 talenten.
- Agesilaüs II van Sparta overlijdt in Cyrene op de terugreis naar Griekenland.

### Griekenland
- De Illyriërs plunderen de bergachtige landstreek Epirus.
- Koning Archidamus III (360 - 338 v.Chr.) bestijgt de troon van Sparta.
- Plato beschrijft in zijn dialogen Timaeus en Critias het mythische eiland Atlantis.

## Geboren
- Anaxarchos (~360 v.Chr. - ~320 v.Chr.), Grieks filosoof
- Callisthenes (~360 v.Chr. - ~327 v.Chr.), Grieks historicus
- Hieronymus van Cardia (~360 v.Chr. - ~272 v.Chr.), Grieks veldheer
- Lysimachus (~360 v.Chr. - ~281 v.Chr.), Macedonische veldheer en koning van Thracië
- Nearchus (~360 v.Chr. - ~300 v.Chr.), Macedonische vlootvoogd
- Pyrrho van Elis (~360 v.Chr. - ~270 v.Chr.), Grieks filosoof

## Overleden
- Agesilaüs II (84), koning van Sparta